# 김원선 (1890년)
김원선(金元善, 1890년 ~ ?)은 일제강점기의 관료이다.

## 생애
출신지는 충청남도 예산군이다. 관립한성외국어학교를 졸업하고 경성부의 교동공립보통학교와 제동공립보통학교에서 잠시 훈도로 근무했다.
1914년에 조선총독부 관리로 전직하여 평안남도 덕천군의 군서기를 맡았다. 이후 평남 개천군과 충청남도 서산군 서기를 거쳤고, 충남 청양군에서는 서무주임을 지냈다. 오랜 관리 생활 끝에 1931년에 고등관 8등의 조선총독부 군수로 발탁되어 충남 당진군 군수에 임명되었다.
1935년에 총독부가 편찬한 《조선공로자명감》에 실린 조선인 공로자 353명 중 한 명이다. 당시 당진군수로 재직 중이었다. 총독부가 시정 25주년을 기해 표창한 표창자 명단에도 들어 있으며, 1936년을 기준으로 정7위 훈6등에 서위되어 있었다.
김원선의 장남이 서울대학교 문리과대학 물리학과를 제1회로 졸업한 핵물리학자 김영록이다.
2008년 공개된 민족문제연구소의 친일인명사전 수록예정자 명단 중 관료 부문에 선정되었다.

## 참고자료
- 김원선(金元善) - 국사편찬위원회